# Los Profetas (Halo)
Los Profetas o San 'Shyuum (Perfidia vermis por los Forerunners) son personajes ficticios del universo de Halo que representan a los líderes jerarcas de la alianza de razas alienígenas Covenant.

## Historia
Durante una devastadora guerra con los Elites, descubrieron la tecnología de la raza alienígena Forerunner logrando así calmar las hostilidades, y formar un pacto donde los Elites protegerían a los Profetas. A esto se le llamó el Covenant; así de manera conjunta llegar al Gran Viaje. Aunque una vez formado el acuerdo mutuo, los tres Profetas conocidos como Jerarcas, han estado teniendo el control de todo el ejército Covenant como su teología.

### Los Profetas
Los Profetas Jerarcas son tres: El Profeta de la Verdad, Piedad y del Pesar. Los tres actúan como los líderes religiosos y militares. Aunque hay profetas menores, sólo los profetas jerarcas tienen la última palabra.

#### Profeta del Pesar
Inicia un ataque a la Tierra sin el conocimiento de los Profetas Piedad y Verdad. El ataque destruye un número significativo de Cañones MAC, pero no tenía el suficiente poder como para destruir a toda la flotilla de la Tierra. Mientras los 13 Cruceros de Batalla Covenant fueron tomados uno a uno por las fuerzas del UNSC, el segundo Crucero de Asalto fue destruido por el Jefe Maestro por la misma bomba del Covenant. El Profeta del Pesar se encontraba en el primer Crucero de Asalto, y pudo pasar las defensas del UNSC y aterrizar en la Nueva Mombasa (Protectorado de África), pero la invasión fue fallida por las acciones del Jefe Maestro.
Pesar transmitió sus disculpas a Piedad y Verdad por apresurarse por llegar a la Tierra y que los humanos llegarán a Delta Halo, la Instalación 05.
Eventualmente, él fue asesinado por el Jefe Maestro ya en Delta Halo. Pesar no disfrutó de paz, ya que fue reanimado por Gravemind, líder de los Flood.

#### Profeta de la Verdad
Arrogante, traicionero y despiadado, era el líder del Covenant, o al menos lo que queda de ello. Practica la teocracia haciendo creer que al activar los anillos Sagrados (Los Halo) recorrerían la senda de la salvación, pero en realidad los estaba conduciendo a una muerte rápida y segura por medio del Gran Viaje. Contó que con el Gran Viaje, viajarían al lugar sagrado y poder estar con los Forerunners.
Momentos antes de su discurso de iniciación del Gran Viaje, fue interceptado por el Jefe Maestro en un área del Arca después de un asalto a esta zona y asesinado a sangre fría por el Inquisidor después de que los Flood fingieran ayudarles para que no se dispararan los Halos. 
Verdad tiene el papel central en los eventos después del octubre de 2552. Asignó al Comandante de la flota de Particular Justice, que se convirtiera en el Inquisidor, por una rebelión hereje, quienes descubrieron el verdadero propósito de los Halo y también lo usó para obtener el Ícono Sagrado o Índice.

#### Profeta de la Piedad
Al parecer es el más viejo de los Profetas, esa es la única causa de su color de piel y su tono de voz. Piedad está de acuerdo con Verdad en el rol del Inquisidor para compensar las supuestas herejías que había hecho como Supremo Comandante de Particular Justice. Como Verdad y Pesar, Piedad cree firmemente en el Gran Viaje. Cuando los Flood llegan a Suma Caridad a través del In Amber Clad (Fragata Humana), Verdad huye en Phantoms hacia la Instalación 05, pero una Infección Flood muerde el cuello de Piedad, entonces Verdad lo deja ahí diciendo: "El Gran Viaje no espera a nadie hermano, ni siquiera a ti."

### Profetas Mayores
También hay otros Profetas en el Covenant, pero son de un menor rango a los otros tres Profetas Jerarcas, sus nombres son los siguientes: Compasión, Desdén, Sabiduría, Temor, Pena, Suposición y Dolor (Pity, Disdain, Wisdom, Fear, Sorrow, Supposition, y Grief en inglés); ellos también forman parte del Concilio, junto con los Elites Consejeros. Estos Profetas hacen votaciones y decisiones, pero últimamente el poder recae en los Tres Profetas.

### Profetas Menores
Los Profetas Menores también tienen un papel importante en la religión y milicia, pues usualmente sirven como Comandantes de Nave a falta de un Elite, tal como se muestra en la novela gráfica de Halo en "Infinite Succor". También los Profetas Menores acuden como Comandantes en una campaña Covenant o para dirigir los ejércitos desde atrás, es decir, dirigen pero no actúan en el campo de batalla.

## Iniciadores de la Guerra Civil Covenant
Verdad y Piedad usaron de pretexto del asesinato de Pesar y la destrucción de la Instalación 04 para reorganizar la sociedad del Covenant. Los Elites fueron reemplazados por los Brutes como Guardias de Honor y espina dorsal del Ejército Covenant. Esto provocó la Guerra Civil; en Halo 2, los Separatistas, liderados por los Elites, tienen el apoyo de los Unggoy y Lekgolo. Mientras que el resto del Covenant lo componían los Profetas (San 'Shyuum), los Jiralhanae, los Yanme'e y los Kig-Yar.
Cuando los Flood atacaron Suma Caridad, Verdad abandonó este planetoide en una nave Forerunner, que se encontraba en el centro de Suma Caridad, y la utilizó para llegar a la Tierra y realizar sus planes de usar el Arca para completar el Gran Viaje y activar todos los Halos y exterminar toda la vida en la galaxia.